# 所罗伯·库马尔 (大使)
所罗伯·库马尔（1966年1月1日—），又譯索拉布·库马尔，現任印度駐比利時兼駐盧森堡及歐盟大使。

## 经历
所罗伯·库马尔生於1966年1月1日。他擁有印度理工學院坎普爾分校的科技學士學位和印度理工學院德里分校的科技碩士學位。1989年加入印度外事服務。
庫馬爾曾任印度駐中國和意大利使團副團長，並在印度駐雅加達、蘇瓦和香港的使團擔任過不同職務。在新德里，他於2012至2013年期間擔任印度外交部反恐與政策規劃與研究司的聯秘，並於2013至2015年在國家安全委員會秘書處擔任聯秘。此前，他負責中國和巴基斯坦事務，後來在印度外交部東亞司擔任主管中國事務的副司长。2015年至2019年，任印度駐伊朗大使。2019年至2021年，任印度駐緬甸大使。2022年至2024年擔任新德里印度外交部的東方事務副部長。

## 個人生活
妻子斯姆丽蒂·斯里瓦斯塔沃（Smriti Srivastav）女士是一位教育工作者，兩人育有兩女。